# Карпов Микола Олексійович
Микола Олексійович Карпов (8 липня 1929, Полтава — 6 квітня 2003, Київ) — український кінодраматург. Заслужений працівник культури України (1986).

## Біографія
Микола Карпов народився 8 липня 1929 року в Полтаві. Був учасником Другої світової війни. Навчався на факультеті журналістики Центральної комсомольської школи при ЦК ВЛКСМ (1956) та на історичному факультеті Київського університету (1962). Член Національної спілки кінематографістів України з 1974 року.
У 1949—1954 роках працював у журналістиці та на комсомольських посадах. Займав керівні посади в апараті ЦК ЛКСМУ (1956—1959), ЦК КПУ (1962—1967), у Головному управлінні з виробництва фільмів Міністерства культури УРСР (1959—1962). У 1967—1972 роках був головним редактором Київського творчо-виробничого об'єднання кіностудії «Центрнаукфільм», а у 1972—1976 був директором Українського відділення Всесоюзного бюро пропаганди радянського кіномистецтва. Впродовж 1976—2000 років обіймав посаду секретаря правління НСКінУ.
Серед його сценарних робіт — «Обов'язок кожного» (1965, реж. Б. Волков), «Десант у безсмертя» (1966, реж. Віктор Шкурін), «Командарм Дибенко» (1967, реж. Михайло Шапсай), «Мамаїв курган» та «Кораблі ідуть» (обидві 1969, реж. Ростислав Синько), «Ми — комуністи» (1971), «Чотири ордени командарма Федька» і «Перший флагман радянського флоту» (обидві 1979), «Юний шеф» (1982).
Автор книг «Юний шеф» (1958), «Невмирущі традиції» та «Назустріч бурі» (1960), «Крізь бурі і шторми» (1961), «Таємнича Олена» (1962), «Комсомольське пильне око» (1963), «Дочки великої бурі» (1967), а також численних статей і нарисів у періодиці.